# قبر بير قوجد
قبر بير قوجد (بالفارسية: مزار پیر قوژد) هو قبر تاريخي يعود إلى القرن الحادي عشر الهجري، ويقع في قوجد.